# 달과 라이카와 흡혈공주

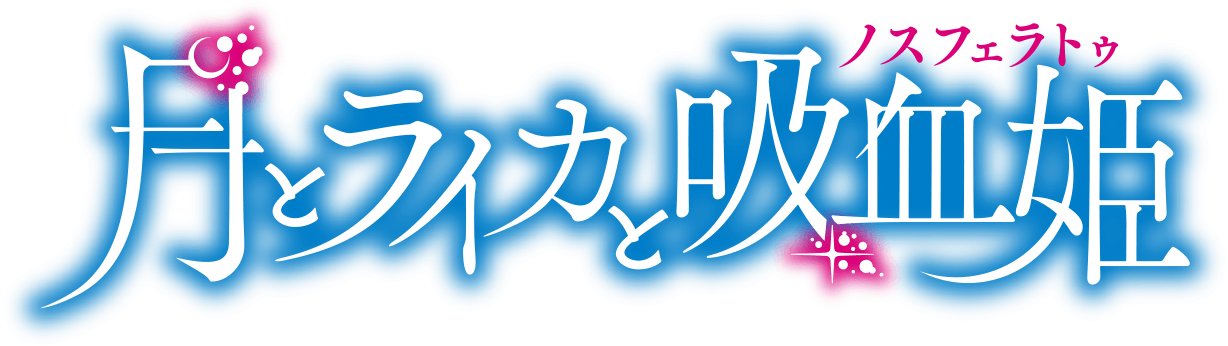

달과 라이카와 흡혈공주(月とライカと吸血姫, Луна, Лайка и Носферату)는 마키노 케이스케(작가), 카레이(일러스트)가 원작한 일본의 소설 작품이다. 2016년 12월 20일부터 가가가 문고(쇼가쿠간)에서 간행.
냉전기 우주개발 경쟁을 모델로 흡혈종족 노스페라투가 인류와 함께 달을 지향하는 모습을 그린다. 『이 라이트 노벨이 대단하다!』에서는, 2018년판으로 첫 등장하면서 문고 부문 4위를 수상. 또 일본의 음악 그룹 「H△G」와의 콜라보레이션으로 스핀오프의 「호시마치편」을 web 연재해, 라이브내에서 성극화.